# 卡莫列特湖
卡莫列特湖（烏克蘭語：Каморет），是烏克蘭的湖泊，位於該國北部切爾尼戈夫州，處於傑斯納河右岸，長1公里、寬0.1公里，面積0.1平方公里，該湖泊最大水深3.5米。